# Liste des gouverneurs du Lyonnais, Forez et Beaujolais
Cet article présente une liste des gouverneurs du Lyonnais, Forez et Beaujolais de 1529 jusqu'à la fin du XVIIIe siècle. De 1512 jusqu’à 1730, les gouverneurs résident dans un hôtel de la place du Gouvernement, dans le quartier Saint-Jean.

## Liste des gouverneurs de Lyonnais, Forez et Beaujolais
| Portrait | Début             | Fin              | Identité                                                           | Armoiries |
| -------- | ----------------- | ---------------- | ------------------------------------------------------------------ | --------- |
|          | décembre 1526     | septembre 1532   | Théodore de Trivulce                                               |           |
|          | septembre 1532    | 1536             | Pompone de Trivulce.                                               |           |
|          | 10 octobre 1536   | 1539             | François de Tournon.                                               |           |
|          | 11 octobre 1539   | 27 décembre 1549 | Jean d'Albon.                                                      |           |
|          | 16 janvier 1550   | 1562             | Jacques d’Albon, maréchal de Saint-André, marquis de Fronsac.      |           |
|          | 27 décembre 1562  | 1571             | Jacques de Savoie, duc de Nemours.                                 |           |
|          | 17 février 1571   | 1588             | François de Mandelot.                                              |           |
|          | 24 novembre 1588  | 1595             | Charles-Emmanuel de Savoie, duc de Nemours Condé.                  |           |
|          | 21 septembre 1595 | juin 1607        | Philibert de La Guiche, seigneur de Chaumont.                      |           |
|          | 10 juin 1607      | 1612             | César duc de Vendôme.                                              |           |
|          | 16 février 1612   | 17 février 1642  | Charles de Neufville de Villeroy, marquis d’Harlincourt.           |           |
|          | 17 janvier 1642   | 28 novembre 1685 | Nicolas V de Neuville, marquis puis duc de Villeroy.               |           |
|          | 28 novembre 1685  | 18 juillet 1730  | François de Neuville, duc de Villeroy.                             |           |
|          | 29 juillet 1730   | 22 avril 1734    | Louis Nicolas de Neufville, duc de Villeroy.                       |           |
|          | 6 mai 1734        | novembre 1764    | Louis-François-Anne de Neufville, duc de Villeroy                  |           |
|          | 29 novembre 1763  | 31 décembre 1790 | Gabriel-Louis-François de Neufville, marquis puis duc de Villeroy. |           |